# Kiseljačke pogačice
Kiseljačke pogačice su vrsta peciva koje se priprema u Kiseljaku, u Bosni i Hercegovini. Kandidat su za  UNESCO-ov popis zaštićene nematerijalne baštine. Pokrenuta je i procedura zaštite zemljopisnog podrijetla.
Pripremaju se od 19. stoljeća, a specifične su po tome što se pripremaju s mineralnom vodom s obližnjih izvora – Sarajevskim kiseljakom. Nakon pečenja, najčešće u krušnoj peći, premazuju se domaćim kajmakom.
Kiseljačke pogačice odnosno pogače opjevao je skladatelj Jozo Penava u svojoj skladbi posvećenoj Kiseljaku.